# Fermanagh
Fermanagh (irl. Contae Fhear Manach lub Fear Manach) – jedno z sześciu hrabstw położonych w irlandzkiej prowincji Ulster, wchodzących w skład brytyjskiej Irlandii Północnej. Położone w północnej części wyspy. Hrabstwo graniczy z hrabstwem Tyrone na północnym wschodzie oraz z czterema hrabstwami Republiki Irlandii – Donegal na północy, Leitrim na zachodzie, Cavan na południu oraz z Monaghan na wschodzie.
Stolicą hrabstwa jest miasto Enniskillen.